# Fenerbahçe SK (basket-ball masculin)
Maillots
Actualités
Fenerbahçe est un club turc de basket-ball basé à İstanbul et évoluant en Süper Ligi, soit le plus haut niveau du championnat de Turquie. Il est une section du club omnisports stambouliote, le Fenerbahçe SK présidé par Ali Koç (en) depuis 2018.
L'équipe remporte pour la première fois de son histoire mais aussi de celle de la Turquie, l'EuroLigue en 2017.
Le Fenerbahçe se qualifie 4 fois de suite au Final Four (de 2015 à 2018) et est 3 fois de suite finaliste de l'EuroLigue (de 2016 à 2018).
Depuis 2010, Fenerbahçe est champion de Turquie à 7 reprises (2010, 2011, 2014, 2016, 2017, 2018 et 2022).
Le club remporte l'Euroligue pour la deuxième fois en 2025.

## Noms
- 2006-2017 : Fenerbahçe Ülker
- 2017-2018 : Fenerbahçe Doğuş
- 2018-2019 : Fenerbahçe Beko.

## Historique
En 2006, la plus grande société de confiseries en Turquie, Ülker décide de mettre fin à son soutien financier à la franchise de l’Ülker İstanbul afin de pouvoir s’associer avec le Fenerbahçe (dont il devient l'actionnaire majoritaire), et inscrire celui-ci en Euroligue comme au sommet de la ligue turque. L'Ülker İstanbul, pourtant de bon niveau sportif (il vient de remporter le championnat turc), dépose alors le bilan et les meilleurs joueurs partent au Fenerbahçe. Le Fenerbahçe est renommé en "Fenerbahçe Ülker" à partir de la saison 2006-2007.
En 2013, le Fenerbahçe recrute de nombreuses stars (Linas Kleiza, Luka Žorić, Gašper Vidmar, İzzet Türkyılmaz, Nemanja Bjelica, Enes Kanter, Bogdan Bogdanović, Bobby Dixon, Ekpe Udoh) ainsi que l'entraîneur Željko Obradović (considéré comme l'un des meilleurs entraîneurs de basket-ball si ce n'est le meilleur (hors NBA)). Il bénéficie aussi de l'éclosion du jeune Kenan Sipahi. Le club se retrouve avec un effectif pléthorique et atteint le Top 16 de l'Euroligue. L'équipe commence très mal le Top 16 (1-4) et en janvier, les deux principaux intérieurs de l'équipe, Žorić et Vidmar, se blessent. Le Fenerbahçe recrute Blagota Sekulić pour pallier ces blessures ainsi que Pierre Jackson mais le club ne parvient pas à se qualifier pour les playoffs de la compétition. Il remporte toutefois le championnat.
Le Fenerbahçe participe trois fois de suite à la finale de l'EuroLigue entre 2016 et 2018.
L'équipe s'incline une première fois contre le CSKA Moscou en 2016. Le Fenerbahçe est à plus de 20 points derrière le CSKA avant de revenir lors du dernier quart temps pour égaliser lors des 30 dernières secondes grâce à une performance exceptionnelle de Bobby Dixon et de ses 3 points. Le Fenerbahçe rate l'occasion de passer devant à la dernière seconde sur un tir à 2 points d'Ekpe Udoh. Le match va en prolongation et le Fenerbahçe est battu 101 à 96.
Lors de sa deuxième finale d'affilée en EuroLigue en 2017, le Fenerbahçe remporte le titre pour la première fois de son histoire et de celle de son pays face à l'Olympiakós sur le score de 80 à 64.
En 2017, le Doğuş Group devient le sponsor du Fenerbahçe pour 3 années, de 2017 à 2019 pour un prix de 45 millions d'euros. C'est le plus gros montant jamais versé par un sponsor dans l’histoire du basket-ball européen. L'équipe prend son nouveau nom de « Fenerbahçe Doğuş ».
Enfin, en 2018, le Fenerbahçe est encore qualifié pour la finale de l'EuroLigue pour la 3e fois consecutive face au Real Madrid. Le Fenerbahçe s'incline 85 à 80 malgré les 28 points de Nicolò Melli.
À l'été 2018, le partenariat avec Doğus est rompu,. En juillet 2018, le nouveau président du Fenerbahçe Ali Koç annonce que la section basket-ball du club (féminines et masculines) a une dette de 8,5 millions d'euros et que des joueurs sont payés avec beaucoup de retard. En décembre 2018, le club obtient toutefois le sponsoring de Beko.

## Palmarès
| Compétitions nationales | Compétitions internationales |
| - Championnat de Turquie (13) : - Vainqueur : 1957, 1959, 1965, 1991, 2007, 2008, 2010, 2011, 2014, 2016, 2017, 2018 et 2022. - Finaliste : 1968, 1970, 1971, 1983, 1985, 1993, 1995, 2009, 2019 et 2021. - Coupe de Turquie (9) : - Vainqueur : 1967, 2010, 2011, 2013, 2016, 2019, 2020, 2024 et 2025. - Finaliste : 1994, 1997, 1999, 2015 et 2022, - Coupe du président de Turquie (7) : - Vainqueur : 1990, 1991, 1994, 1997, 2013, 2016 et 2017. - Finaliste : 1985, 1988, 2008, 2009, 2010, 2011, 2014, 2018, 2019, 2022 et 2024. | - Euroligue (2) : - Vainqueur : 2017 et 2025. - Finaliste : 2016 et 2018. - Final Four : 2015, 2019 et 2024. - Europe League - Final Four : 2005. |

## Personnalités du club

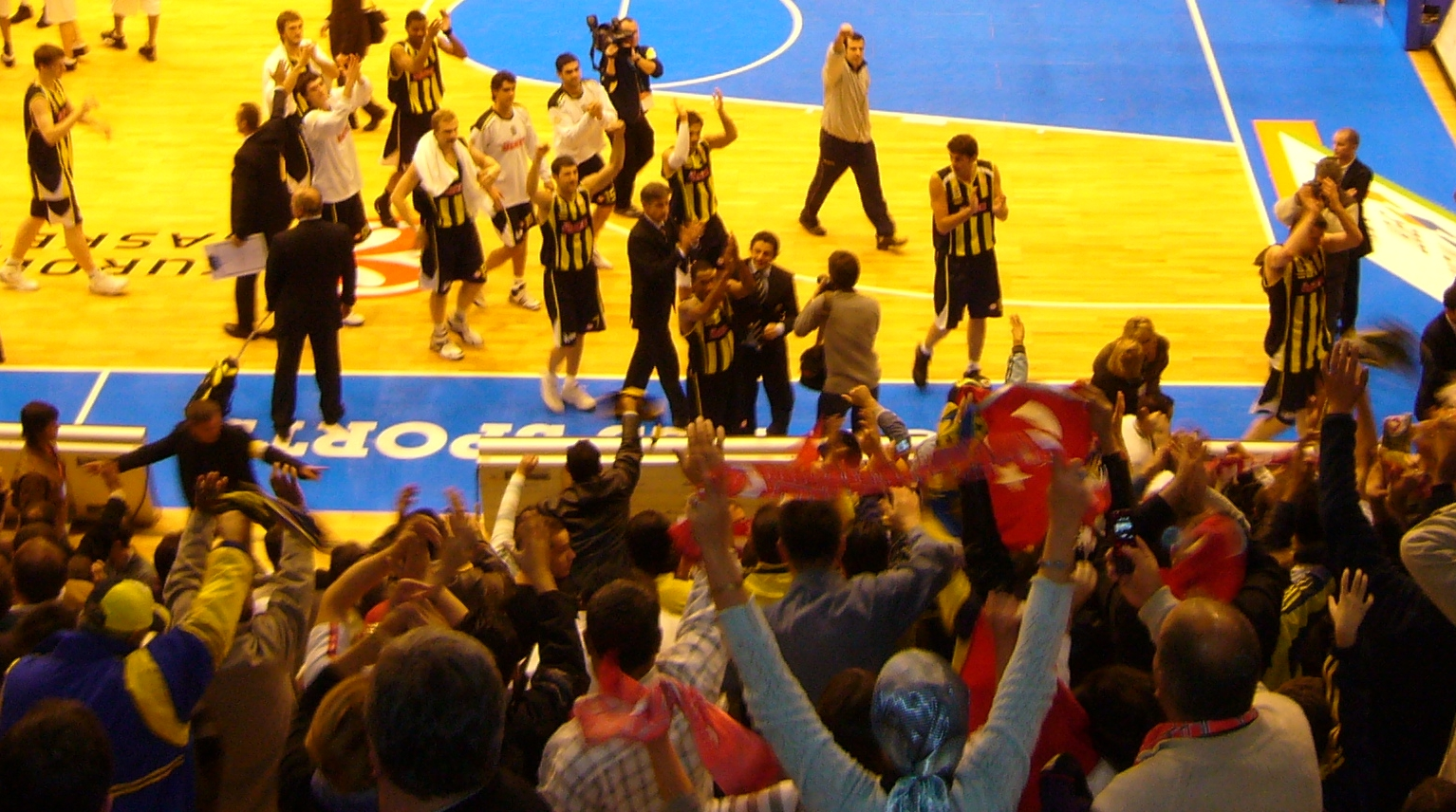
L’équipe 2007-2008 en Euroligue après sa victoire face à la Chorale Roanne, maison des sports de Clermont-Ferrand.

### Entraîneurs
- 2000-2001 :  Nihat Izić
- 2001-2004 :  Murat Özgül
- 2004-2007 :  Aydın Örs
- 2007-2010 :  Bogdan Tanjević
- 2010-2012 :  Neven Spahija
- 2012-2013 :  Simone Pianigiani
- 2013 :  Ertuğrul Erdoğan
- 2013-2020 :  Željko Obradović
- 2020-2021 :   Igor Kokoškov
- 2021-2022 :  Aleksandar Đorđević
- 2022-2023 :  Dimítris Itoúdis
- Depuis 2023 :  Šarūnas Jasikevičius

### Joueurs célèbres
| - Ömer Aşık - Doğuş Balbay - Can Bartu - Mehmet Baturalp - Erdal Bibo - Semih Erden - Barış Ermiş - Zeki Gülay - Güray Kanan - Enes Kanter - Erman Kunter | - Ali Limoncuoğlu - Ömer Onan - Emir Preldžič - Necdet Ronabar - Oğuz Savaş - Bojan Bogdanović - Gordan Giriček - Žan Tabak - Marko Tomas - Roko Ukić - Luka Žorić | - - James Gist - Mahmoud Abdul-Rauf - Corsley Edwards - Andrew Goudelock - Keith Jennings - Tarence Kinsey - Sean May - Conrad McRae - Marc Salyers - Bogdan Bogdanović - Nemanja Bjelica - Dragan Lukovski | - Uroš Tripković - Šarūnas Jasikevičius - Linas Kleiza - Darjuš Lavrinovič - Pero Antić - - Marques Green - - Bo McCalebb - David Andersen - Níkos Zísis - Thabo Sefolosha - Aleksandar Lokhmanchuk |

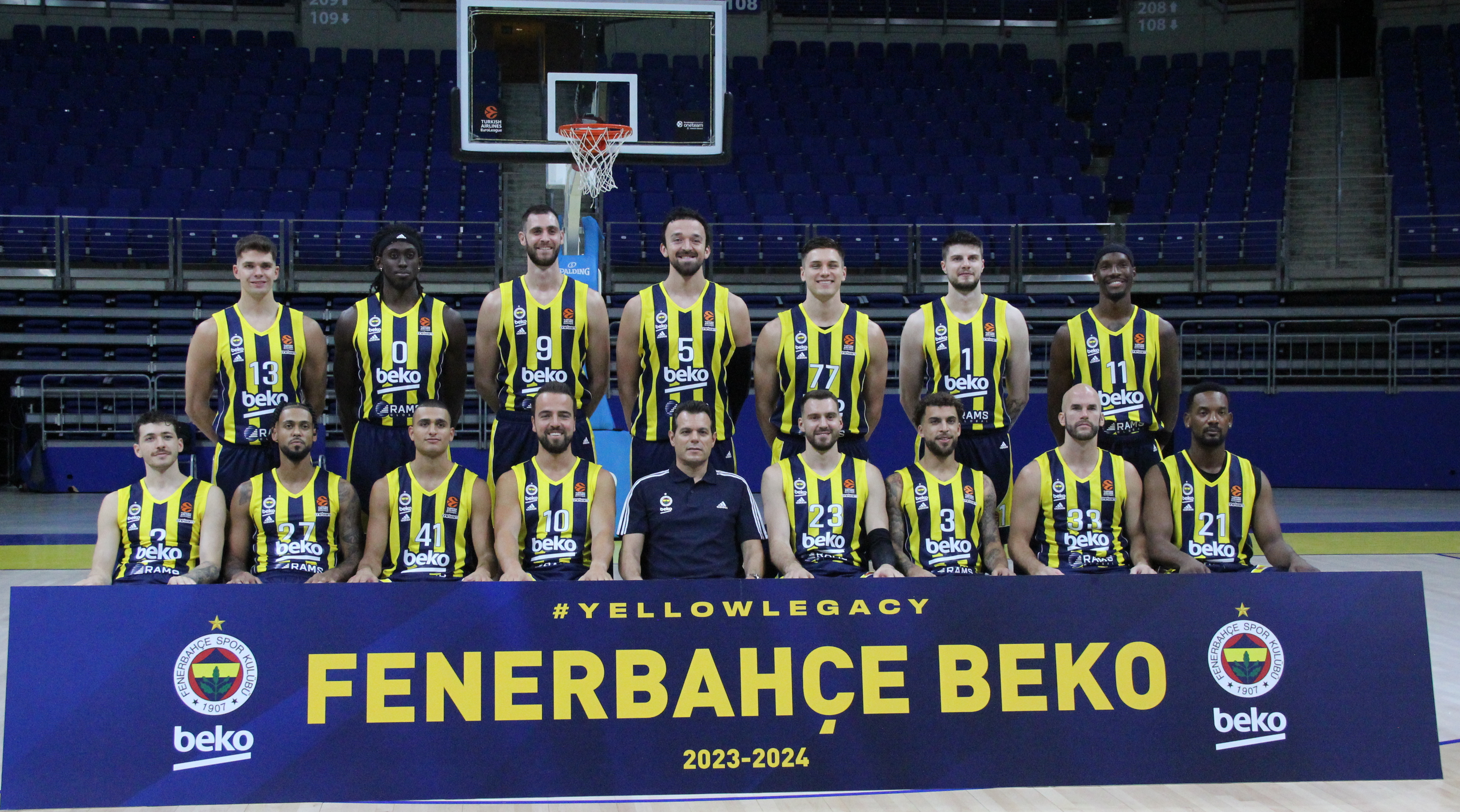
L'équipe du Fenerbahçe lors de la saison 2023-2024
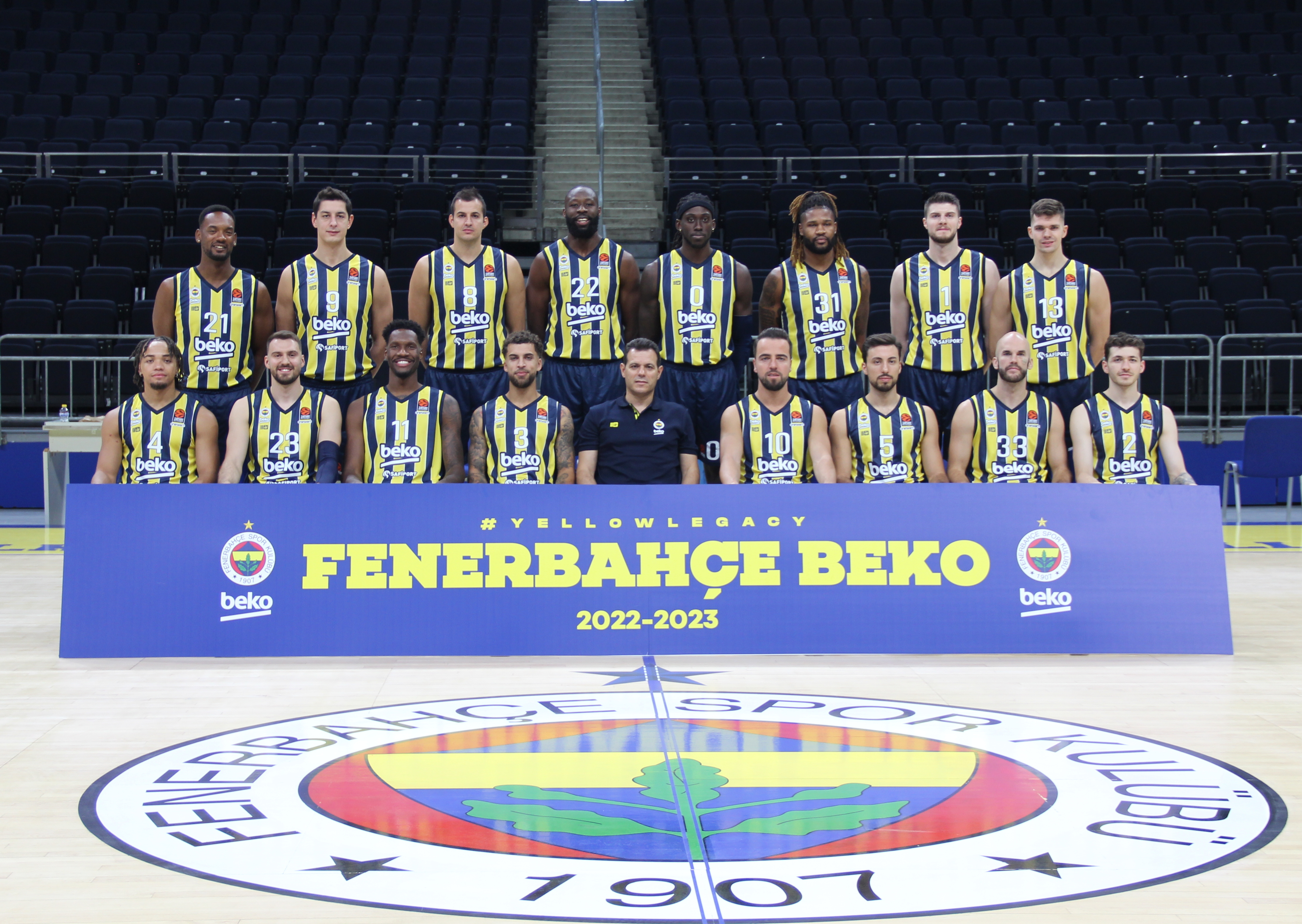
L'équipe du Fenerbahçe lors de la saison 2022-2023
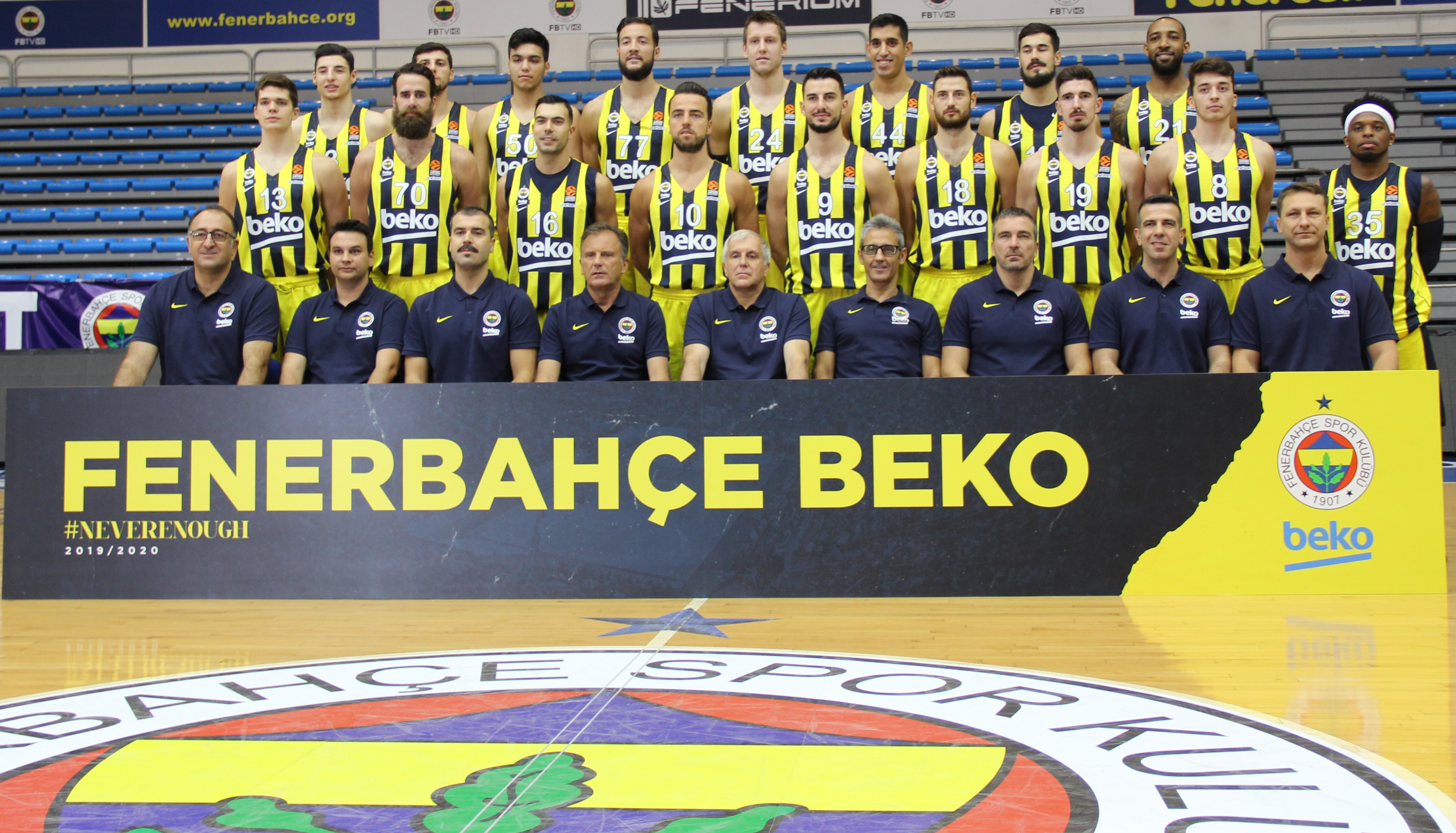
L'équipe du Fenerbahçe lors de la saison 2019-2020